# Boudewijn Pahlplatz

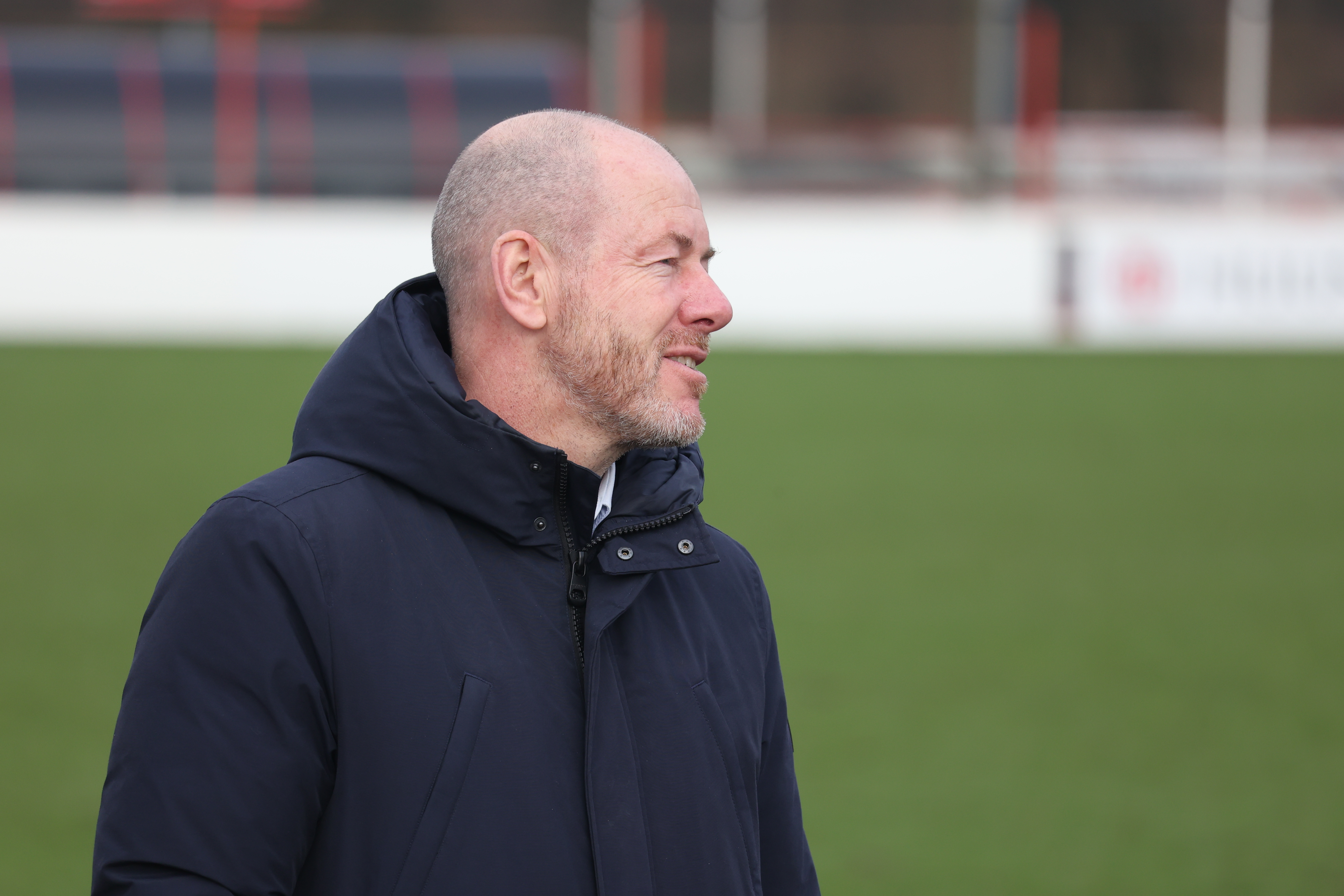
Boudewijn Pahlplatz

Boudewijn Pahlplatz (Denekamp, 15 december 1971) is een Nederlands voormalig voetballer die als aanvaller speelde.
Pahlplatz begon in de jeugd bij DOS '19 en Quick '20. Hij kwam diverse malen uit voor Jong Oranje.
In zijn loopbaan als profvoetballer speelde Pahlplatz als aanvaller voor FC Twente, PSV, sc Heerenveen en wederom FC Twente. Hij moest zijn professionele loopbaan echter beëindigen in verband met een hernia en keerde terug bij Quick '20.
In 2003 werd Pahlplatz jeugdtrainer bij FC Twente. Van 2007 tot 2010 was hij techniektrainer en van 2010 tot medio 2018 assistent-trainer bij het eerste elftal. In die periode won de club het landskampioenschap van Nederland (2010), de Johan Cruijff schaal (2010) en de KNVB Beker (2011).
Pahlplatz is een zoon van oud-international Theo Pahlplatz.

## Clubs
- 1989 t/m 1994: FC Twente
- 1994 t/m 1997: PSV
- 1997 t/m 2000: sc Heerenveen
- 2000 t/m 2002: FC Twente
- 2002/03: Quick '20

## Trainer
- 2003–2007: jeugdtrainer FC Twente
- 2007–oktober 2010: techniektrainer FC Twente
- oktober 2010–juni 2018: assistent-trainer FC Twente

## Erelijst
| Competitie           | Aantal | Jaren   |     |     |
| PSV                  | PSV    | PSV     | PSV | PSV |
| -------------------- | ------ | ------- | --- | --- |
| KNVB Beker           | 1x     | 1995/96 |     |     |
| Johan Cruijff Schaal | 1x     | 1996    |     |     |
| Eredivisie           | 1x     | 1996/97 |     |     |
| FC Twente            |        |         |     |     |
| KNVB Beker           | 1x     | 2000/01 |     |     |